# Joseph vendu par ses frères
Pour plus de détails, voir Fiche technique et Distribution.
Joseph vendu par ses frères (בעל החלומות, Ba'al Hahalomot) est un film israélien réalisé par Alina Gross et Yoram Gross, sorti en 1962.

## Synopsis
L'histoire de Joseph, vendu en esclavage par ses frères jaloux, mais qui devient l'homme le plus puissant d'Égypte aux côtés de Pharaon.

## Fiche technique
- Titre : Joseph vendu par ses frères
- Titre original : בעל החלומות (Ba'al Hahalomot)
- Réalisation : Alina Gross et Yoram Gross
- Scénario : Natan Gross
- Musique : Eddie Halperin
- Photographie : Alina Gross et Yoram Gross
- Montage : Helga Cranston
- Production : Yoram Gross
- Société de production : Yoram Gross Films
- Pays :  Israël
- Genre : Drame et animation
- Durée : 80 minutes
- Dates de sortie : 
  -  Israël : 1962

## Distribution
- Shmuel Atzmon
- Shlomo Bar-Shavit
- Shraga Friedman
- Illi Gorlitzky
- Amikam Gurevich
- Shoshana Ravid
- Abraham Ronai
- Oded Teomi

## Distinctions
Le film a été présenté en sélection officielle en compétition au Festival de Cannes 1962.